# Distrito de Inchupalla
Inchupalla es un distrito (municipio) situado en la provincia de Huancané, en el departamento de Puno, Perú. Según el censo de 2017, tiene una población de 2642 habitantes.

## Autoridades

### Municipales
- 2023 - 2026
  - Alcalde: Néstor Raúl Mamani Mamani